# Spintria

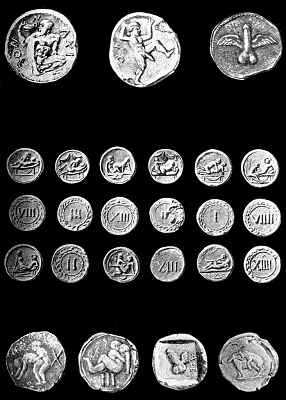
Typowe tessery spintryjskie pochodzące ze znalezisk w Pompejach

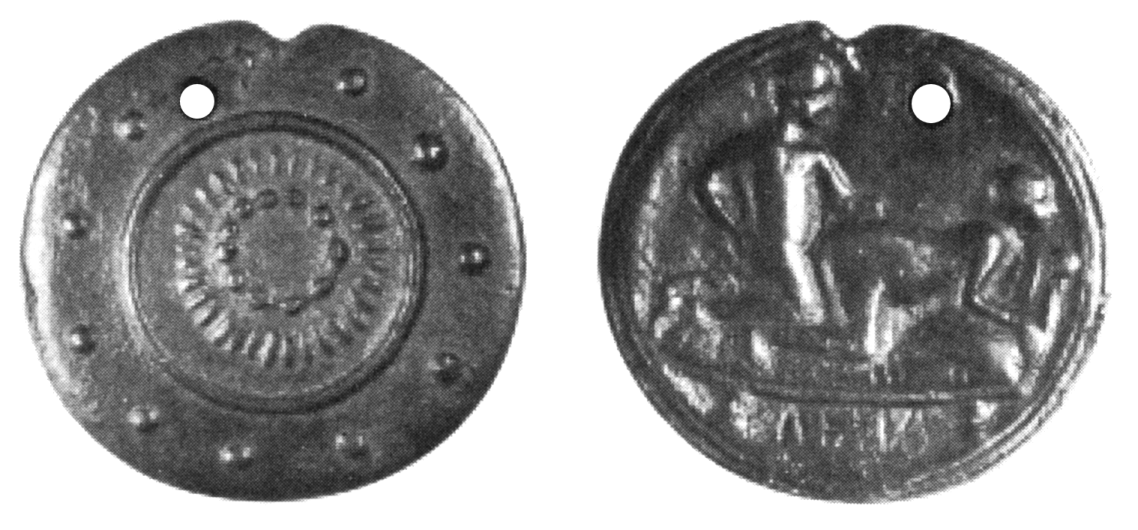
Wyjątkowa spintria znaleziona w Thailen (III w.)

Spintria (l.mn. spintriae) – obsceniczny żeton rzymski (tessera), znany z czasów wczesnego cesarstwa, najpewniej mający związek z prostytucją w domach publicznych.

## Opis
Nazwa ta, przyjęta umownie, odnosi się do metalowych żetonów o jednakowej tematyce, których funkcja i przeznaczenie dotychczas nie zostały zadowalająco wyjaśnione. Wybite na krążkach z brązu (rzadziej z mosiądzu), o średnicy ok. 20-22 mm, mają zwykle po jednej stronie wyobrażenie scen erotycznych i symboli seksualnych, po drugiej – liczby rzymskie od I do XVI, często w wieńcu lub w kolistej obwódce i niekiedy z dodatkiem kropek powyżej. Znany jest też odrębny cykl spintriów z wyobrażeniami popiersi rodziny cesarza Tyberiusza opatrzonych liczbami.
Uważa się je za przypuszczalnie tożsame z „lasciva nomismata” wspomnianymi przez Marcjalisa w jednym z epigramów (VIII, 78). Pochodzą głównie z I wieku n.e. (aż do czasów Domicjana), choć rzadkie znaleziska mogą świadczyć o używaniu ich w II wieku i później.  

## Pochodzenie nazwy
Terminem tym u Rzymian określano najprawdopodobniej prostytutkę męską, czego ślady znajdujemy u Swetoniusza (Żywoty cezarów) i Tacyta (Roczniki). Nazwę przeniesiono na rzymskie żetony obsceniczne dopiero w XVII w., zapewne wskutek swoistego nieporozumienia z tekstem Swetoniusza. Źródła pisane nie dostarczają żadnego dowodu, że używano jej w odniesieniu do przedmiotów, zaś innych świadectw brak. Niekiedy stosuje się właściwszą i precyzyjniejszą nazwę tessery spintryjskie.

## Przeznaczenie
Co do zastosowania tych przedmiotów wysuwano dotąd rozmaite hipotezy. Według jednej z nich wypuszczano je w latach panowania Tyberiusza dla skompromitowania władzy niemoralnego cesarza. Widziano w nich też m.in. żetony (sztony) przeznaczone do szczególnego rodzaju gier, jak również znaki wstępu (marki) do term publicznych lub na frywolne widowiska w ulicznych teatrach. Przede wszystkim jednak uznawano je za sztony wykorzystywane w domach publicznych (lupanarach). Stosowanie ich tam zamiast pieniądza byłoby podyktowane ustawowym zakazem wnoszenia do miejsc rozpusty monet z wizerunkiem osoby panującej.
Liczby uwidocznione na sztonach (często z dodatkiem litery "A") miałyby oznaczać ceny za odpowiedni rodzaj usługi wyrażone w assariusach; najdroższa miałaby wartość denara (= 16 asów). Przyjmowano także, iż liczby te mogłyby oznaczać numery pomieszczeń w domu publicznym, a nawet określoną pozycję przy stosunku (literę A łączono ze słowem accubitio – pokładanie).
Wśród najnowszych ujęć wyraża się przypuszczenie, że część z nich to jednak XVI-wieczne naśladownictwa tesser antycznych z okresu wytwarzania w Italii tzw. padwanów.  
Tessery spintryjskie stanowią popularny obiekt kolekcjonerski i współcześnie osiągają bardzo wysokie ceny aukcyjne. Ze względu na ogromny popyt na rynku numizmatycznym rozpowszechniły się liczne ich naśladownictwa i fałszerstwa.